# Mutaciones consonánticas en bretón
Como lengua celta moderna, el bretón se caracteriza por mutaciones consonánticas, es decir, cambios de la consonante inicial de una palabra en algunos contextos sintácticos o morfológicos. Además, el bretón, como el francés, tiene algunas características de sandhi puramente fonológicas que ocurren cuando algunos sonidos se interactúan.
Las mutaciones se dividen en cuatro grupos principales según los cambios que provocan:
- la mutación blanda o el ablandamiento (kemmadurioù dre vlotaat),
- la mutación dura o el endurecimiento (kemmadurioù dre galetaat),
- la mutación espirante o la espirantización (kemmadurioù c'hwezhadenniñ)
- y la mutación mixta (kemmadurioù mesket).

También hay algunas mutaciones defectivas o incompletas que sólo afectan algunas palabras o letras.

## Resumen de las mutaciones
Las mutaciones principales provocan los cambios siguientes:
| Sin mutación | Blanda | Espirante | Dura | Mixta |
| ------------ | ------ | --------- | ---- | ----- |
| p            | b      | f         |      |       |
| t            | d      | z         |      |       |
| k            | g      | c'h       |      |       |
| b            | v      |           | p    | v     |
| d            | z      |           | t    | t     |
| g            | c'h    |           | k    | c'h   |
| gw           | w      |           | kw   | w     |
| m            | v      |           |      | v     |

## Funciones de las mutaciones
El rol que juegan las mutaciones consonánticas en la gramática bretona se puede dividir en tres categorías no mutuamente excluyentes:
- Las mutaciones de conexión siempre ocurren después de aquellas palabras que se denominan mutadoras. Hay más o menos 100 mutadoras en bretón.

tad "padre" → da dad "tu padre"
mamm "madre" → div vamm "dos madres"
- Las mutaciones distintivas indican el género y el número gramaticales. Ocurren después de los artículos y en los adjetivos pospositivos.

paotr "niño" (m.): ur paotr brav "un niño simpático", pero: ar baotred vrav "los niños simpáticos"
bro "país" (f.): ar vro vihan "el país pequeño", pero: ar broioù bihan "los países pequeños"
tad y mamm: an tad kozh "el abuelo", pero: ar vamm gozh "la abuela"
- Las mutaciones de identificación indican la distinción entre homónimos (por ejemplo e "de él" y he "de ella"). Son muy útiles en la comprensión del lenguaje hablado.

e vreur "su hermano (de él)", pero: he breur  "su hermano (de ella)"
o zi "su casa (de ellos)", pero: ho ti "vuestra casa"

## Mutación blanda
La mutación blanda es de lejos la más frecuente en bretón.

### Efectos
1. Las oclusivas sordas se vuelven sonoras (p /p/ → b /b̥/, t /t/ → d /d̥/, k /k/ → g /ɡ̊/).
2. Las oclusivas sonoras se fricativizan (b /b/ → v /v/, d /d/ → z /z/, g /ɡ/ → c’h /ɣ/).
3. La consonante nasal m /m/ se transforma en la fricativa v /v/.
4. La oclusiva velar sonora labializada gw /ɡʷ/ se transforma en w /w/.

- N.B.: Las palabras que comienzan por gou- se pueden mutar como g (gouarn → o c’houarn) o como gw (e.g. gouelañ → o ouelañ).

### Contextos

#### Después de los artículos
El artículo definido al/an/ar y el artículo indefinido ul/un/ur provocan la mutación de
- la mayoría de los sustantivos femeninos en el singular:

ur vamm "una madre"
- los sustantivos masculinos en el plural que denominan personas:

ar C'hallaoued "los franceses"
Los sustantivos con d- inicial (y algunos otros) no se cambian después de los artículos.

#### Después de los proclíticos
Las palabras gramaticales siguientes provocan una mutación a la palabra que sigue:
- Las preposiciones da, dre, a, war, dindan, eme, en ur:

da Gernev "a Cornualles"
- El pronombre interrogativo pe "cuál":

pe zen? "¿cuál hombre?"
- Los pronombres posesivos da "tu", e "de él":

da benn "tu cabeza"
e dad "su padre (de él)"
- Las partículas verbales a, ne, na, ez, ra, en em:

tud a welan "veo alguna gente"
na ganit ket "no cantes"
ra zeuio buan en-dro "que regrese pronto"
- El número daou/div "dos (masculino/femenino)":

daou baotr "dos niños"
div blac'h "dos niñas"
daou varc'h "dos caballos"
div gador "dos sillas"
- Las conjunciones pa "si, cuando", pe "o", tra "mientras"

kozh e oa pa varvas "era viejo cuando se murió"
den pe zen "una persona u otra"
- El adverbio re "muy, excesivamente":

re vihan "muy pequeño"
- Los pronombres holl "todos", re "aquellos", hini "esos":

an holl diez "todas las casas"

#### Después de los adjetivos y los sustantivos
Ocurre la mutación blanda en
- los adjetivos que siguen un sustantivo femenino en el singular:

kador gaer "silla hermosa"
- los adjetivos que siguen un sustantivo masculino en el plural que denomina personas:

breudeur vat "buenos hermanos"
- los sustantivos que siguen un adjetivo:

e berr gomzoù "con pocas palabras"
Estas mutaciones tienen límite. Cuando la primera palabra termina en una vocal o en -l, -r, -m o -n, ocurre la mutación blanda dónde sea que pueda. Sin embargo, si la primera palabra termina en cualquier otra consonante, sólo se mutan las consonantes iniciales g-, gw-, m- y b- en la palabra siguiente.

## Mutación espirante

### Efectos
Según la mutación espirante, las oclusivas sordas se fricativizan: p /p/ → f /v̥/, t /t/ → z /h/ y k /k/ → c'h /x/.

### Contextos
Ocurre la mutación espirante
- después de los pronombres posesivos he "su (de ella)", o "su (de ellos/ellas)", ma/va "mi" y (en el dialecto tregorés) hon "nuestro":

he zad "su padre (de ella)"
o faotr "su hijo (de ellos)"
ma c'hi "mi perro"
- después de los números tri/teir "tres (masc./fem.)", pevar/peder "cuatro (masc./fem.)", nav "nueve":

tri zi "tres casas"
peder c'hador "cuatro sillas"
nav fesk "nueve peces"
En el bretón hablado, la mutación espirante normalmente se sustituye por la blanda después de los números (por ejemplo, tri di en vez de tri zi).

### Mutaciones defectivas
- Se mutan t y k después del infijo  'm "me, a mí" (am, em con partículas verbales) y después de da'm "a mi" o em "en mi":

em zi "en mi casa"
- Se muta k después de hor "nuestro":

hor c'harr "nuestro coche"
- La palabra Pask "Pascua" se muta en Fask después de Sul "domingo" y Lun "lunes".

## Mutación dura

### Efectos
Según la mutación dura, las oclusivas sonoras se vuelven sordas: b /b/ → p /p̎/, d /d/ → t /t͈/, g /g/ → k /k͈/.

### Contextos
La mutación dura ocurre
- después del pronombre posesivo ho "vuestro":

ho preur "vuestro hermano"
- después del infijo 'z "te, a ti" (az, ez con partículas verbales) y después de da'z "a tu", ez "en tu":

ez taouarn "en tus manos"
da'z pag "a tu bote"
va breur az kwelas "mi hermano te vio"

## Mutación mixta

### Efectos
La mutación mixta incluye
1. cuatro mutaciones blandas: b /b/ → v /v/, g /ɡ/ → c'h /ɣ/, gw /ɡw/ → w /w/, m /m/ → v /v/
2. una mutación dura: d /d/ → t /t͈/

### Contextos
La mutación mixta ocurre
- después de las partículas verbales e y o:

emaon o vont da Vrest "me voy a Brest"
krediñ  a ran e teuio "creo que él va a venir"
- después de la conjunción ma "si"

laouen e vefen ma teufe "yo estaría feliz si él viniera"

## Mutaciones y sandhi externo
Todas las mutaciones consonánticas ya mencionadas empezaron como procesos fonológicos simples en la lengua britónica comuna de la cual se evolucionó el bretón, y se estandarizaron como procesos gramaticales durante el desarrollo de la lengua. Algunos procesos fonológicos similares seguían afectando el bretón y provocando cambios de las consonantes iniciales, pero normalmente se aplican según la fonología (y no la función gramatical) de la palabra precedente. Por eso, no pueden ser descritos como verdaderas mutaciones, sino como aspectos de sandhi externo.

### Nasalización
La verdadera mutación nasal que ocurre en galés nunca ha ocurrido ni en bretón ni en córnico, donde se ha sustituido por la mutación espirante (galés fy nghi, bretón ma c'hi "mi perro"). Sin embargo, sí se han asimilado las oclusivas sonoras (particularmente b y d) a las nasales precedentes, y este fenómeno se indicaba frecuentemente en el bretón medieval escrito.
Hoy en día, la mutación nasal sólo se escribe en an nor "la puerta", pero en algunos dialectos del bretón, se oye en otras palabras, e.g. an den /an nẽːn/ "la persona" y bennak(et) /mˈnak(ət)/ "algunos".

### Espirantización
Hoy en día, algunos sustantivos con k- inicial se transforman en c'h- después del artículo definido ar y del artículo indefinido ur:
ar c'hastell "el castillo"
ur c'hazeg "un caballo"
Aunque parece el proceso que se ve en la mutación espirante (e.g. después de hor "nuestro"), en realidad es un sandhi externo que se ha preservado en la ortografía.

### Consonantes "intercambiables"
El bretón tiene una serie de consonantes "intercambiables" compuestas de oclusivas y fricativas. Cuando se encuentran estas consonantes al final de una palabra, son sordas o sonoras según la palabra siguiente.
- Son sordas si el sonido siguiente es una consonante sorda o una pausa.
- Son sonoras si el sonido siguiente es una consonante sonora o una vocal.

La tabla siguiente muestra las consonantes "intercambiables":
| Sordas | Sonoras | Ortografía  |
| ------ | ------- | ----------- |
| /p/    | /b/     | p / b       |
| /t/    | /d/     | t / d       |
| /k/    | /ɡ/     | k / g       |
| /f/    | /v/     | f / v       |
| /ʃ/    | /ʒ/     | ch / j      |
| /x/    | /ɣ/     | c'h         |
| /s/    | /z/     | s(h) / z(h) |

Estos cambios nunca se escriben, pero ocurren regularmente, a pesar de la ortografía de la consonante final:
beleg mat /bɛːlɛɡ mɑːt/ "buen sacerdote", pero: beleg kozh /bɛːlɛk koːs/ "sacerdote viejo"
dek den /deːɡ dẽːn/ "diez personas", pero: dek tad /deːk tɑːt/ "diez padres"

#### Excepciones
- Cuando se unen dos consonantes equivalentes o idénticas (e.g. p/b o z/z), las dos se vuelven sordas:

dek gwele /deːk kweːle/ "diez camas"
bloaz 'zo /blwas so/ "hace un año"
- Algunas palabras con -s/-z o -ch/-j final resisten los cambios de fonación.

Más información sobre este fenómeno se puede encontrar en la tesis de François Falc'hun, Le système consonantique du Breton (El sistema consonántico del bretón).

## Ortografía de las mutaciones
En bretón antiguo y medieval, era extremadamente raro escribir las mutaciones consonánticas. Alrededor del siglo XVII, los jesuitas comenzaron a aprender bretón e introdujeron la escritura de las mutaciones.
A veces, la letra mutada se escribe antes de la letra radical (al estilo de las lenguas goidélicas) para mostrar la mutación. Esto normalmente se limita a los nombres propios (e.g. Itron vMaria "la Virgen María" se pronuncia como /ˈitˌrõn ˈvarˌja/).
Algunos procesos que constituyen un sandhi externo se han preservado en el lenguaje escrito, y otros no.